# 霍蘭鎮區 (明尼蘇達州坎迪約希縣)
霍蘭鎮區（英語：Holland Township）是位於美國明尼蘇達州坎迪約希縣的一個行政鎮區。

## 地方資料
霍蘭鎮區的面積為91.62平方千米，當中陸地面積為91.59平方千米，而水域面積為0.03平方千米。根據2020年美國人口普查的數據，當地共有人口359人，而人口密度為每平方千米3.92人。